# Josef Pošepný
Josef Pošepný (4. února 1839 Jilemnice – 27. července 1916 Jilemnice) byl český architekt a stavitel. Mezi jeho nejznámější díla patří pseudogotická rozhledna na vrchu Žalý.

## Životopis
Narodil se v Jilemnici do rodiny vrchnostenského bednáře Josefa Pošepného a jeho manželky Františky, dcery řezníka Augustina Jíry. V letech 1854 až 1857 studoval na Polytechnickém ústavu v Praze, od roku 1869 byl členem Spolku architektů a inženýrů (SAI). Roku 1873 je doložen jeho první návrh, a to na rekonstrukci jilemnického zámku a jeho rozšíření o východní křídlo. Návrh byl realizován v letech 1892–1895. Roku 1877 získal zakázku na stavbu Jilemnické nemocnice. Postavil též většinu vlakových nádraží na trase Martinice v Krkonoších - Rokytnice nad Jizerou.
Zemřel 27. července 1917 v Jilemnici. Jeho bratr, Karel Pošepný, věnoval místnímu chudobinci 50 Korun.

## Dílo
- Rekonstrukce a rozšíření Jilemnického zámku, návrh 1873, realizace 1892–95
- Masarykova městská nemocnice, Jilemnice, čp. 263, 1877
- Základní škola Mříčná, 1885
- Kostel Nejsvětější Trojice, Suchá 1885–87 (na návrh architekta J. Šmída)
- Rozšíření budovy školy, Studenec, 1887[3]
- Původní dřevěná rozhledna na hoře Tábor, Lomnice nad Popelkou, 1888 [4]
- Nová radnice (dvorana), Jilemnice, čp. 97, 1888–93 (pouze návrh, budovu postavil Jan Svoboda z Turnova)
- Rozhledna Žalý, Benecko, 1892
- Dívčí škola, Jilemnice, čp. 288, 1897[5]
- Železniční stanice Jilemnice, 1899[6]
- Kaple Božího těla, Jilemnice, 1903 (na návrh architekta Viktora Rosenberga)

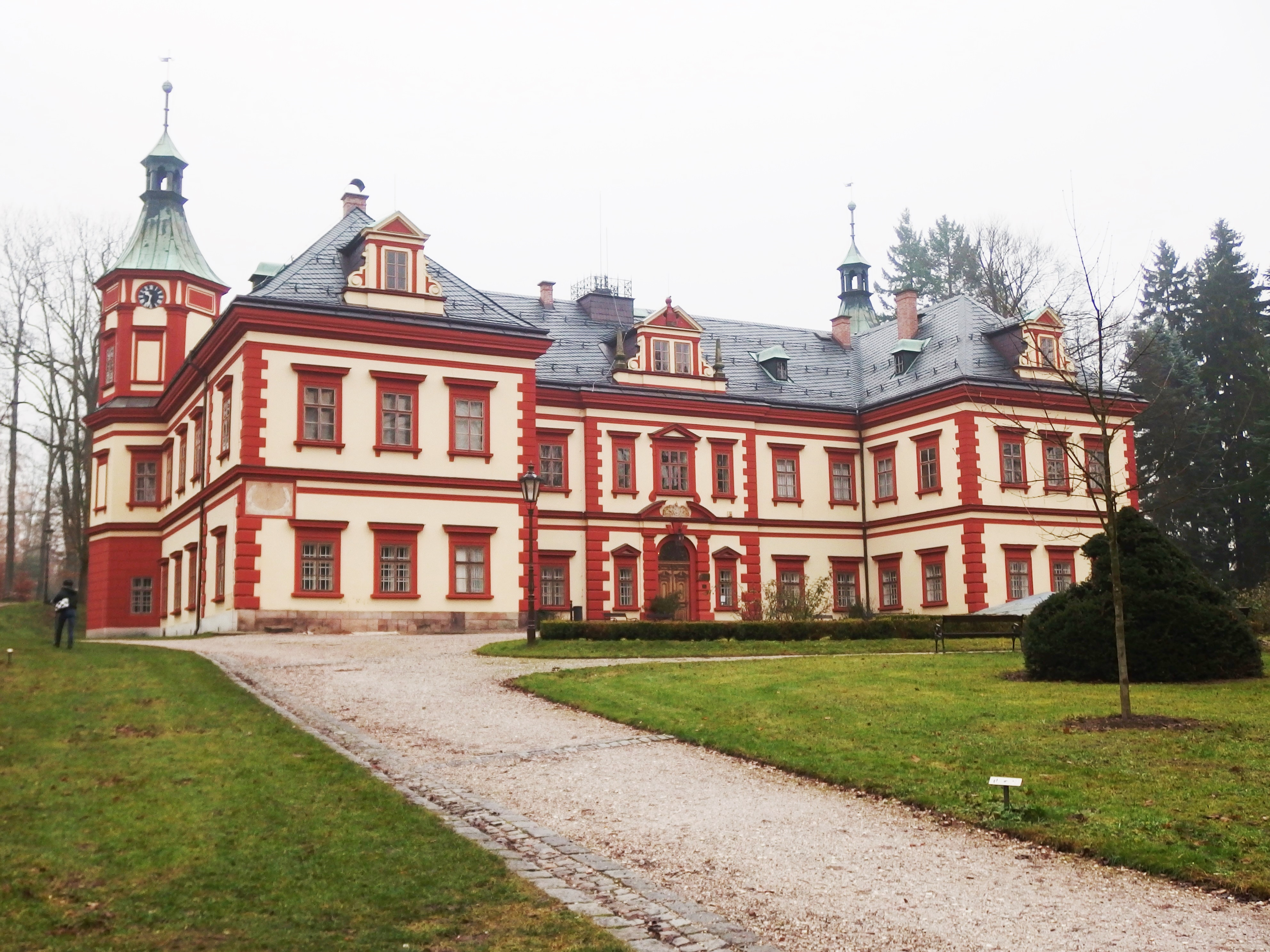
Pseudorenesanční přestavba Jilemnického zámku (1873)
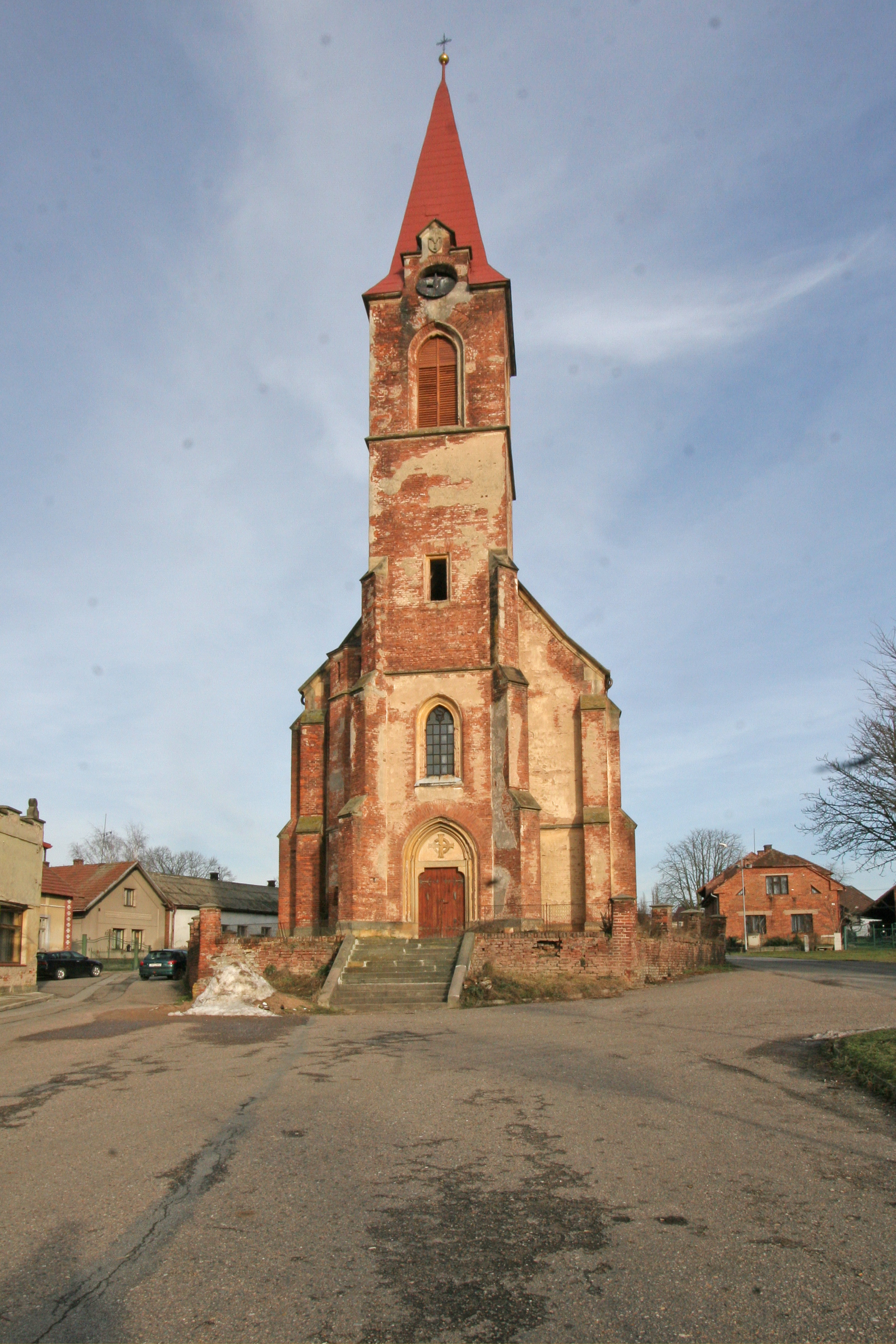
Kostel Nejsvětější Trojice v Suché, 1887
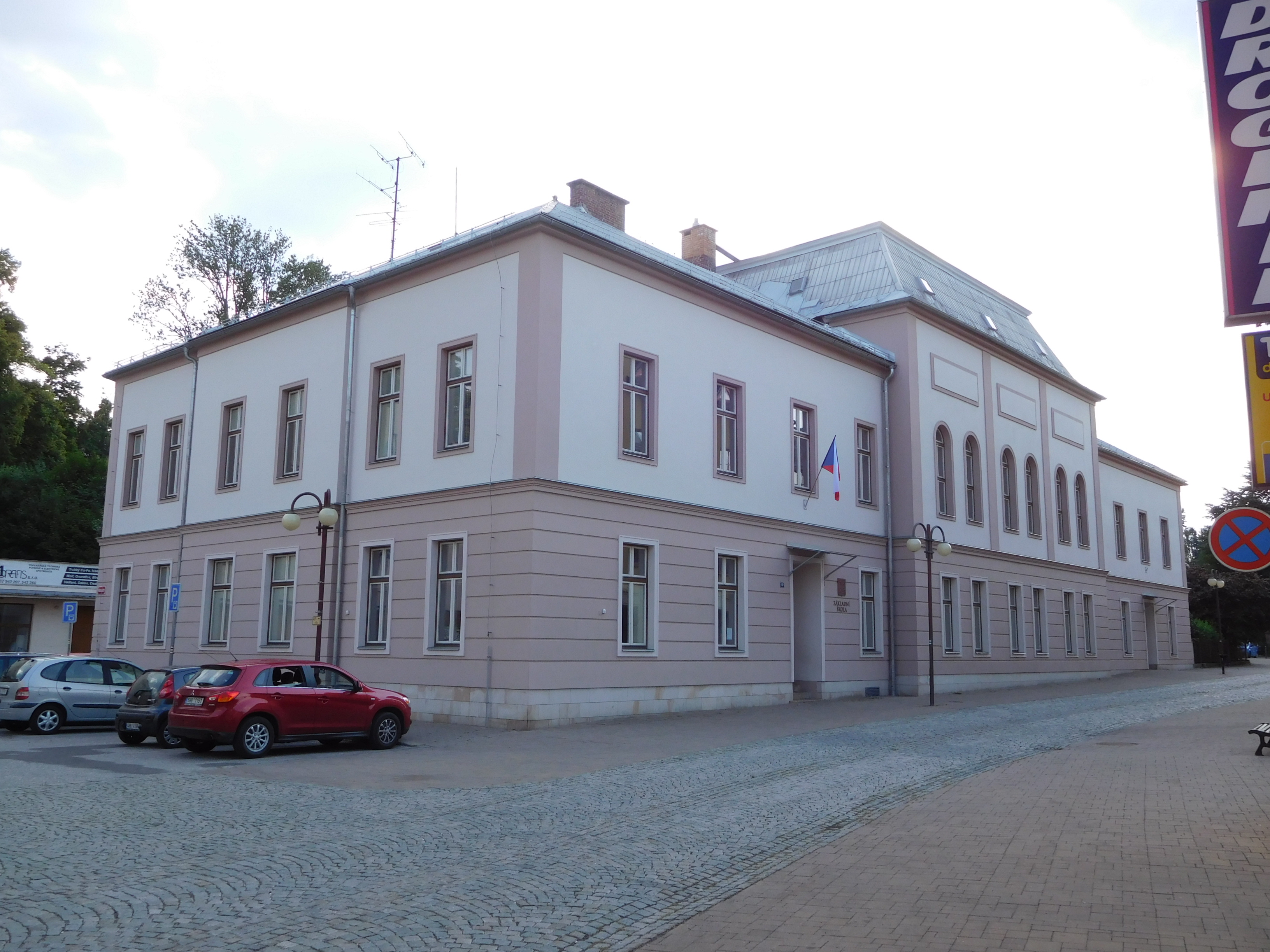
Budova nové radnice, Jilemnice, 1888
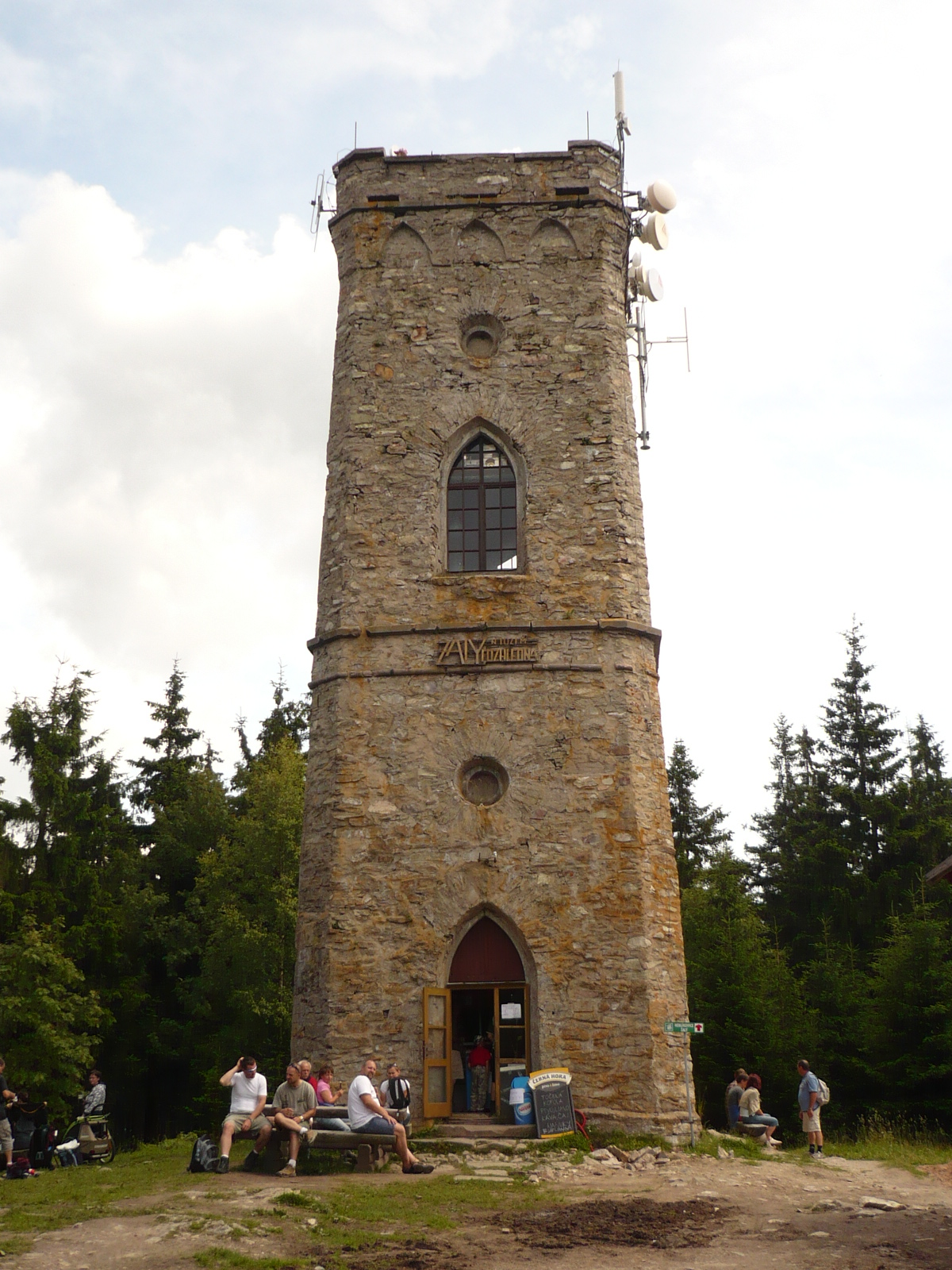
Rozhledna Žalý, 1892
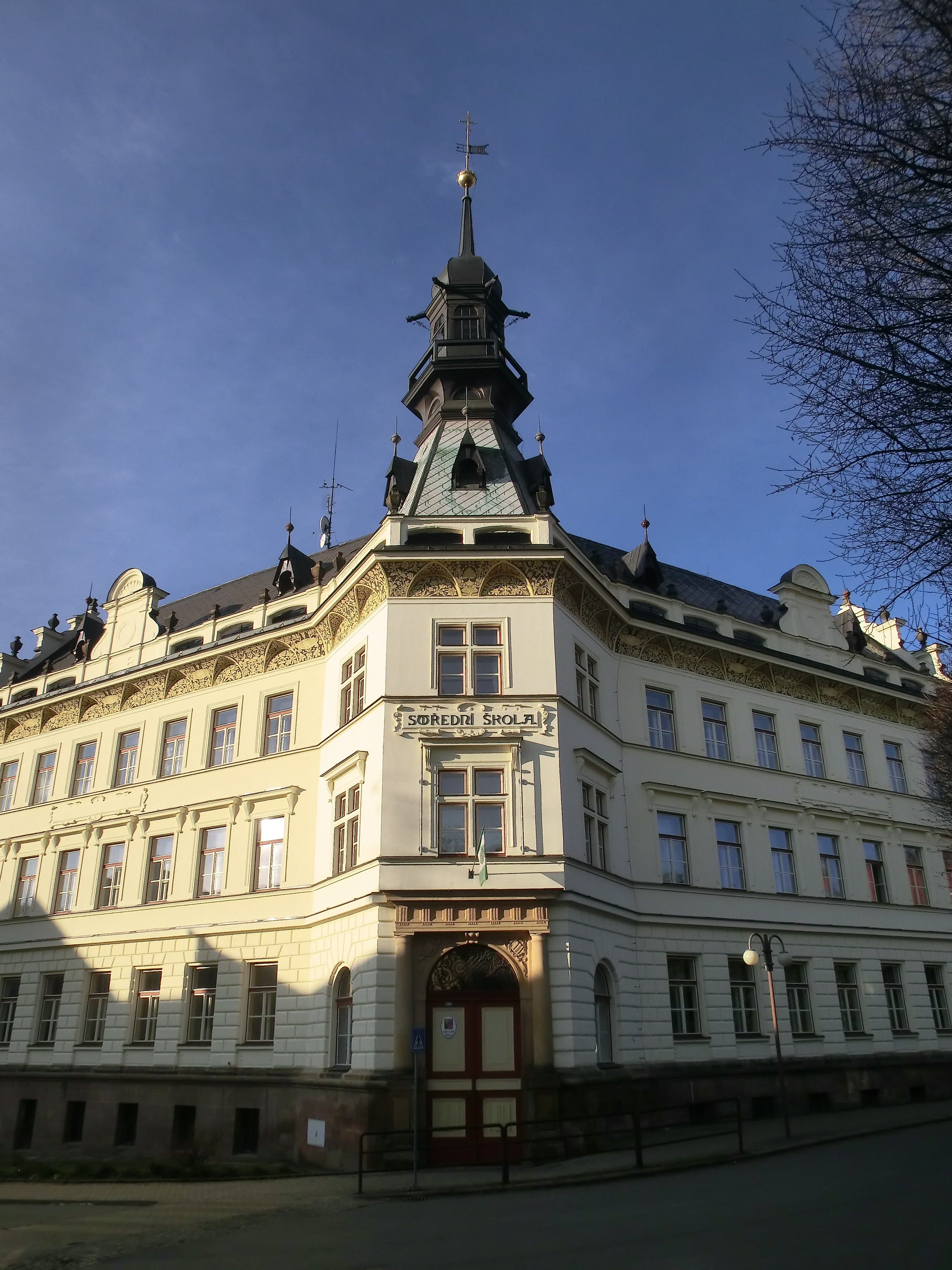
Dívčí škola, dnes ZŠ Komenského (architekt Jan Vejrych, 1897)
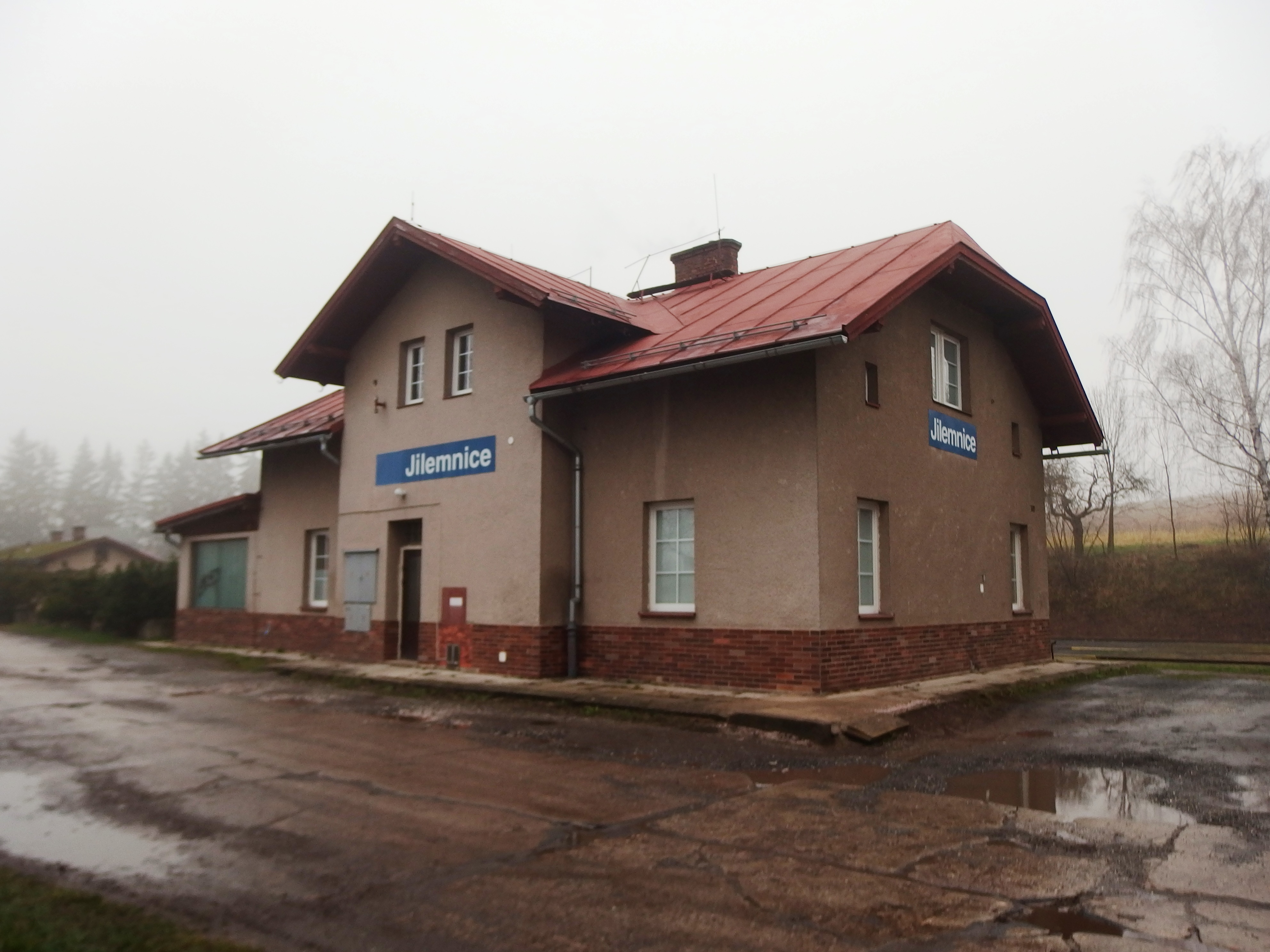
Jilemnické nádraží, 1899
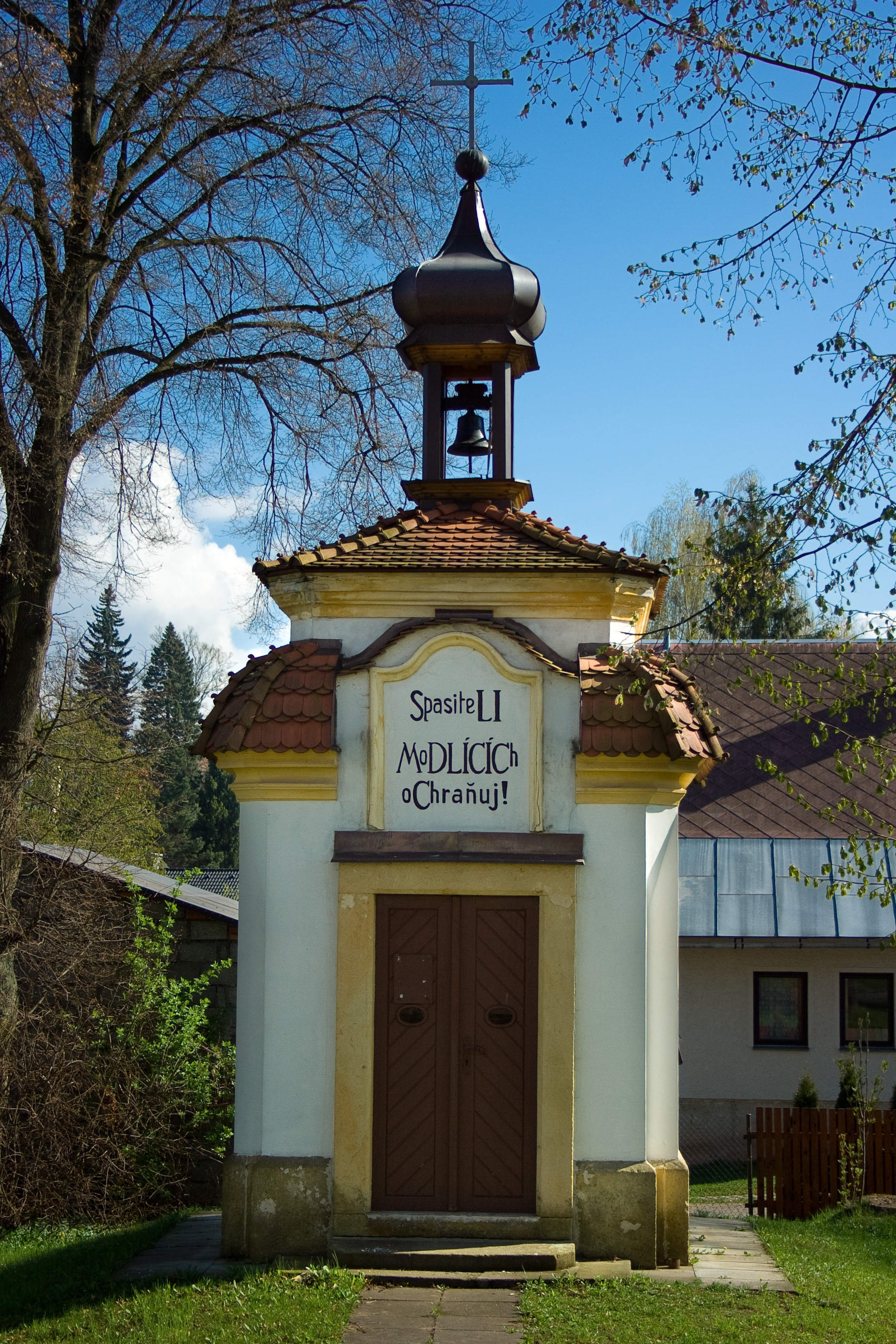
Kaple Božího Těla, Jilemnice, 1903